# Cupuladria guineensis
Cupuladria guineensis är en mossdjursart som först beskrevs av Busk 1854.  Cupuladria guineensis ingår i släktet Cupuladria och familjen Cupuladriidae. Inga underarter finns listade i Catalogue of Life.